# Amphiasma divaricatum
Amphiasma divaricatum là một loài thực vật có hoa trong họ Thiến thảo. Loài này được (Engl.) Bremek. mô tả khoa học đầu tiên năm 1952.